# Loxocauda orientalis
Loxocauda orientalis is een mosselkreeftjessoort uit de familie van de Loxoconchidae. De wetenschappelijke naam van de soort is voor het eerst geldig gepubliceerd in 2011 door Schornikov.